# Polígono equilátero
En geometría, un polígono equilátero es un polígono cuyos lados miden lo mismo. 

## Ejemplos
- Triángulo equilátero. Un triángulo equilátero es también equiangular (todos los ángulos miden lo mismo).

- Cuadrilátero equilátero. Un cuadrilátero equilátero es un rombo, estos incluyen a los cuadrados.

## Propiedades
- Un polígono equilátero que además es equiangular (todos sus ángulos miden lo mismo), es un polígono regular.
- Un polígono equilátero que además es cíclico (con sus vértices sobre una circunferencia), es un polígono regular.
- Todos los cuadriláteros equiláteros son convexos, pero esto ya no es cierto para polígonos de más lados.